# Godło Mongolii
Godło Mongolii zostało przyjęte w 1992 roku, kiedy w związku ze zmianą nazwy państwa z Mongolska Republika Ludowa na Mongolia zmieniono symbole państwowe.
Godło, zdobione złotym ornamentem z motywem swastycznym, ma kształt koła, które oznacza ciągłość i nieskończoność państwa mongolskiego. U góry zwieńczone jest kamieniem szlachetnym Czandman. Jego trzy kolory symbolizują przeszłość, teraźniejszość i przyszłość. Fundamentem godła jest biały kwiat Lotosu, oznaczający czystość i szlachetność. Na niebieskiej tarczy, nawiązującej do koloru nieba, będącego znakiem trwałości, znajduje się wizerunek historycznego symbolu mongolskiego: złotego Sojombo oraz skrzydlaty koń, który jest symbolem suwerenności i wzniosłości państwa. W dole na zielonym tle ziemi zamieszczone jest koło Dharmy, które oznacza szczęście i pomyślność.

## Historyczne wersje herbu

Godło z czasów Bogda Chana (1911–1924)
Godło Mongolii 1924–1939
Godło Mongolii 1939–1940
Godło Mongolii 1940–1941
Godło Mongolii 1941–1960
Godło Mongolii 1960–1991